# 대구지방검찰청
대구지방검찰청(大邱地方檢察廳)은 대구지방법원에 대응하여 항소사건에 대한 소송 유지 및 항고사건 처리와 행정소송을 비롯해 국가를 당사자로 하는 소송사건을 수행하고 진행을 돕기 위하여 설립된 대한민국 검찰청 대구고등검찰청 소속의 특별지방행정기관으로 대구지방검찰청 검사장은 차관급 예우를 받는다. 대구광역시 수성구 동대구로 364(범어2동 458-2)에 위치하고 있다.

## 연혁
- 1895년 3월 25일 개항장재판소·지방재판소 개설에 관한 건(칙령 제114호) 공포
- 1895년 4월 15일 검사직제(법부령 제2호) 공포
- 1895년 5월 10일 재판소구성법(법률 제1호) 공포
- 1907년 12월 23일 재판소구성법이 “각 재판소에 대하여 검사국을 설치”하도록 전면 개정. 대구지방재판소 검사국이 처음 설치
- 1912년 4월 1일 대구지방법원 검사국으로 명칭 변경
- 1945년 8월 15일 해방과 함께 미군정 실시
- 1945년 11월 19일 오완수 검사장이 대구지방법원 검사국 검사장으로 임명
- 1947년 1월 1일 사법부 소관 각 기관 및 직명이 개칭되어 대구지방검찰청으로 명칭 변경
- 1948년 8월 2일 광주고등검찰청 개청으로 관할 축소
- 1948년 11월 6일 박승준 검사장이 대구지방검찰청 검사장으로 임명
- 1973년 12월 12일 경상북도 대구시 수성구 범어2동 458 본관 준공

- 대지: 16,716m2
- 연 면적: 9,296m2
- 층 수: 4층
- 1990년 3월 26일 대구직할시 수성구 범어2동 458 별관 준공

- 연 면적: 2,495m2
- 층 수: 5층
- 2000년 12월 21일 대구광역시 수성구 범어2동 458 신관 준공

- 연 면적: 8,500m2
- 층 수: 7층
- 2007년 3월 2일 달서구 용산동에 서부지청 신설

## 조직

### 대구지방검찰청 검사장

#### 제1차장 검사

##### 형사 제1부
- 조사과

##### 공판부
- 공판과

#### 제2차장 검사

##### 특별수사부
- 수사과

##### 사무국
- 총무과
- 사건과
- 집행과

## 관할구역

### 행정구역
- 1광역시: 대구광역시
- 2시: 영천시, 경산시
- 2군: 칠곡군, 청도군

### 검찰청
- 서부지청
- 안동지청
- 경주지청
- 포항지청
- 김천지청
- 상주지청
- 의성지청
- 영덕지청

## 소속기관

### 서부지청
- 주소: 대구 달서구 장산남로 40 (용산동 230-32)
- 우편번호: 704-717

### 안동지청
- 주소: 경북 안동시 강남로 306(정하동 235-2)
- 우편번호: 760-400

### 경주지청
- 주소: 경북 경주시 화랑로 89(동부동 203-1)
- 우편번호: 780-704

### 포항지청
- 주소: 경상북도 포항시 북구 법원로 181(양덕동 768번지)
- 우편번호: 791-706

### 김천지청
- 주소: 경상북도 김천시 물망골길 33(삼락동 1222)
- 우편번호: 740-705

### 상주지청
- 주소: 경북 상주시 북천로 17-9 (만산동 652-2번지)
- 우편번호: 742-260

### 의성지청
- 주소: 경상북도 의성군 의성읍 군청길 67(중리리 748)
- 우편번호: 769-803

### 영덕지청
- 주소: 경상북도 영덕군 영덕읍 경동로 8335
- 우편번호: 766-703

## 역대 대구지방검찰청 검사장
- 제 1 대 오완수 1945년 11월 19일 ~ 1948년 11월 5일
- 제 2 대 박승준 1948년 11월 6일 ~ 1949년 11월 13일
- 제 3 대 소진섭 1949년 11월 14일 ~ 1951년 8월 28일
- 제 4 대 정재환 1951년 8월 29일 ~ 1952년 7월 17일
- 제 5 대 정순석 1952년 7월 18일 ~ 1954년 3월 23일
- 제 6 대 임석무 1954년 4월 3일 ~ 1955년 10월 25일
- 제 7 대 오성덕 1955년 10월 26일 ~ 1957년 10월 4일
- 제 8 대 김사용 1957년 10월 5일 ~ 1960년 6월 26일
- 제 9 대 김찬수 1960년 6월 27일 ~ 1960년 9월 23일
- 제 10 대 방재기 1960년 9월 24일 ~ 1961년 1월 13일
- 제 11 대 김병화 1961년 1월 14일 ~ 1961년 7월 7일
- 제 12 대 이봉성 1961년 7월 8일 ~ 1962년 4월 10일
- 제 13 대 김선 1962년 4월 11일 ~ 1964년 3월 16일
- 제 14 대 이선중 1964년 3월 17일 ~ 1965년 9월 30일
- 제 15 대 김성재 1965년 10월 1일 ~ 1968년 5월 31일
- 제 16 대 김덕문 1968년 6월 1일 ~ 1968년 12월 1일
- 제 17 대 조태형 1968년 12월 2일 ~ 1971년 8월 25일
- 제 18 대 박원호 1971년 8월 26일 ~ 1973년 4월 5일
- 제 19 대 한옥신 1973년 4월 6일 ~ 1974년 8월 31일
- 제 20 대 홍순일 1974년 9월 1일 ~ 1975년 9월 30일
- 제 21 대 정익원 1975년 10월 1일 ~ 1977년 2월 16일
- 제 22 대 이동봉 1977년 2월 17일 ~ 1978년 2월 7일
- 제 23 대 강우영 1978년 2월 11일 ~ 1979년 8월 31일
- 제 24 대 변무관 1979년 9월 1일 ~ 1980년 6월 8일
- 제 25 대 박준양 1980년 6월 9일 ~ 1981년 4월 26일
- 제 26 대 이영욱 1981년 4월 27일 ~ 1981년 12월 16일
- 제 27 대 안경상 1981년 12월 17일 ~ 1983년 7월 31일
- 제 28 대 강용구 1983년 8월 1일 ~ 1985년 3월 4일
- 제 29 대 김기춘 1985년 3월 5일 ~ 1986년 5월 1일
- 제 30 대 김동철 1986년 5월 2일 ~ 1987년 6월 7일
- 제 31 대 박종철 1987년 6월 8일 ~ 1988년 8월 24일
- 제 32 대 전재기 1988년 8월 25일 ~ 1991년 4월 17일
- 제 33 대 정경식 1991년 4월 18일 ~ 1992년 7월 28일
- 제 34 대 정성진 1992년 7월 29일 ~ 1993년 3월 16일
- 제 35 대 지창권 1993년 3월 17일 ~ 1993년 9월 20일
- 제 36 대 최명선 1993년 9월 21일 ~ 1994년 9월 15일
- 제 37 대 김상수 1994년 9월 16일 ~ 1995년 9월 19일
- 제 38 대 최경원 1995년 9월 20일 ~ 1997년 1월 22일
- 제 39 대 신현무 1997년 1월 23일 ~ 1998년 3월 22일
- 제 40 대 강신욱 1998년 3월 23일 ~ 1999년 2월 21일
- 제 41 대 전용태 1999년 2월 22일 ~ 1999년 6월 8일
- 제 42 대 신광옥 1999년 6월 9일 ~ 1999년 8월 23일
- 제 43 대 송광수 1999년 8월 24일 ~ 2000년 7월 14일
- 제 44 대 김진환 2000년 7월 15일 ~ 2002년 2월 7일
- 제 45 대 김영진 2002년 2월 8일 ~ 2003년 3월 12일
- 제 46 대 박태종 2003년 3월 13일 ~ 2003년 3월 20일
- 제 47 대 김성호 2003년 3월 21일 ~ 2004년 1월 28일
- 제 48 대 정동기 2004년 2월 1일 ~ 2005년 4월 7일
- 제 49 대 박상길 2005년 4월 8일 ~ 2006년 2월 3일
- 제 50 대 권재진 2006년 2월 6일 ~ 2007년 3월 2일
- 제 51 대 문효남 2007년 3월 5일 ~ 2008년 3월 10일
- 제 52 대 김종인 (법조인) 2008년 3월 11일 ~ 2009년 1월 18일
- 제 53 대 지검장 박한철 2009년 1월 19일 ~ 2009년 8월 11일
- 제 54 대 김영한 2009년 8월 12일 ~ 2010년 7월 14일
- 제 55 대 김진태 2010년 7월 15일 ~ 2011년 8월 21일
- 제 56 대 신종대 2011년 8월 22일 ~ 2011년 10월 31일
- 제 57 대 이경재 2011년 11월 1일 ~ 2012년 7월 9일
- 제 58 대 조영곤 2012년 7월 18일 ~ 2013년 4월 9일
- 제 59 대 최재경 2013년 4월 10일 ~ 2013년 12월 23일
- 제 60 대 오광수 2013년 12월 24일 ~ 2015년 2월 10일
- 제 61 대 이영렬 2015년 2월 11일 ~ 2015년 12월 23일
- 제 62 대 전현준 2015년 12월 24일 ~ 2017년 6월 11일
- 제 63 대 노승권 2017년 6월 12일 ~ 2018년 6월 21일
- 제 64 대 박윤해 2018년 6월 22일 ~ 2019년 7월 30일
- 제 65 대 여환섭 2019년 7월 31일 ~ 2020년 8월 10일
- 제 66 대 조재연 2020년 8월 11일 ~ 2021년 6월 10일
- 제 67 대 김후곤 2021년 6월 11일 ~ 2022년 5월 22일
- 제 68 대 주영환 2022년 5월 23일 ~ 2023년 9월 6일
- 제 69 대 신응석 2023년 9월 7일 ~ 2024년 5월 13일
- 제 70 대 박기동 2024년 5월 13일 ~ 2025년 7월 29일
- 제 71 대 박혁수 2025년 7월 29일 ~

## 같이 보기
- 대구지방법원